# Jon Bernthal
Jonathan Edward (Jon) Bernthal (Washington D.C., 20 september 1976) is een Amerikaanse acteur. Hij is het meest bekend vanwege zijn rollen in The Punisher (Frank Castle) en The Walking Dead (Shane Walsh). Ook was hij te zien in de film Fury.

## Jeugd
Bernthal is geboren en opgegroeid in Washington D.C.. waar hij afstudeerde aan de Sidwell Friends School. Vervolgens studeerde hij aan het Skidmore College in Saratoga Springs, New York en ging daarna naar The School of Moscow Art Theatre, in Moskou, Rusland. Tijdens zijn verblijf daar speelde hij ook professioneel honkbal in de European Professional Baseball Federation (Confédération Européenne de Baseball). Hij werd ontdekt door de directeur van de Harvard-universiteit Institute for Advanced Theatre Training op de American Repertory Theatre in Cambridge (Massachusetts) en werd uitgenodigd om daar verder te studeren voor zijn diploma, dat hij in 2002 behaalde.

## Persoonlijk
Bernthal is getrouwd met Erin, een nicht van professioneel worstelaar Kurt Angle. Het stel heeft twee zoons en een dochter.

## Filmografie

### Films
- Mary/Mary (2001) - Manny
- Revenge of the Middle-Aged Woman (2004) - Man in office
- Tony n' Tina's Wedding (2004) - Dominic
- World Trade Center (2006) - Christopher Amoroso
- The Air I Breathe (2007) - Interviewer
- Day Zero (2007) - Dixon
- A Line in the Sand (2008) - Banzai
- Bar Starz (2008) - Donnie Pitron
- Night at the Museum: Battle of the Smithsonian (2009) - Al Capone
- The Ghost Writer (2010) - Rick Ricardelli
- Date Night (2010) - Young man
- Rampart (2011) - Dan Morone
- Snitch (2013) - Daniel James
- The Wolf of Wall Street (2013) - Brad Bodnick
- Grudge Match (2013) - B. J.
- Fury (2014) - Grady "Coon-Ass" Travis
- Me and Earl and the Dying Girl (2015) - Mr. McCarthy
- Sicario (2015) - Ted
- The Accountant (2016) - Braxton
- Wind River (2017) - Matt Rayburn
- Baby Driver (2017) - Griff
- Shot Caller (2017) - Frank 'Shotgun'
- Widows (2018) - Florek Gunner
- The Peanut Butter Falcon (2019) - Mark
- Ford v Ferrari (2019) -  Lee Iacocca
- Viena and the Fantomes (2020) - Monroe
- Those Who Wish Me Dead (2021) - Ethan
- King Richard (2021) - Rick Macci
- Small Engine Repair (2021) - Terrence Swaino
- The Many Saints of Newark (2021) - Johnny Soprano
- The Unforgivable (2021) - Blake
- The Accountant 2 (2025) - Braxton

### Series
- Law & Order: Criminal Intent (2002) - Lane Ruddock
- Boston Legal (2004) - Michael Shea
- Dr. Vegas (2004) - Greg
- Without a Trace (2004) - Alex Genya
- How I Met Your Mother (2005) - Carlos
- Jonny Zero (2005) - Brett Parish
- Law & Order: Special Victims Unit (2005) - Sherm Hempell
- CSI: Miami (2005) - Harry Klugman
- The Class (2006–2007) - Duncan Carmello
- Eastwick (2009) - Raymond Gardener
- The Pacific (2010) - Sgt. Manuel Rodriguez
- Numb3rs (2010) - Mike Nash
- The Walking Dead (2010–2012; 2018) - Shane Walsh
- Mob City (2013) - Joe Teague
- Daredevil (2016) - Frank Castle / Punisher
- The Punisher (2017–2019) - Frank Castle / Punisher
- American Gigolo (2022) - Julian Kaye
- Daredevil: Born Again (2025-heden) - Frank Castle / Punisher

### Videospellen
- Call of Duty: Advanced Warfare (Havoc DLC) (2015) - Decker
- Tom Clancy's Ghost Recon Breakpoint   (2019) - Walker